# Représentations diplomatiques de la Norvège

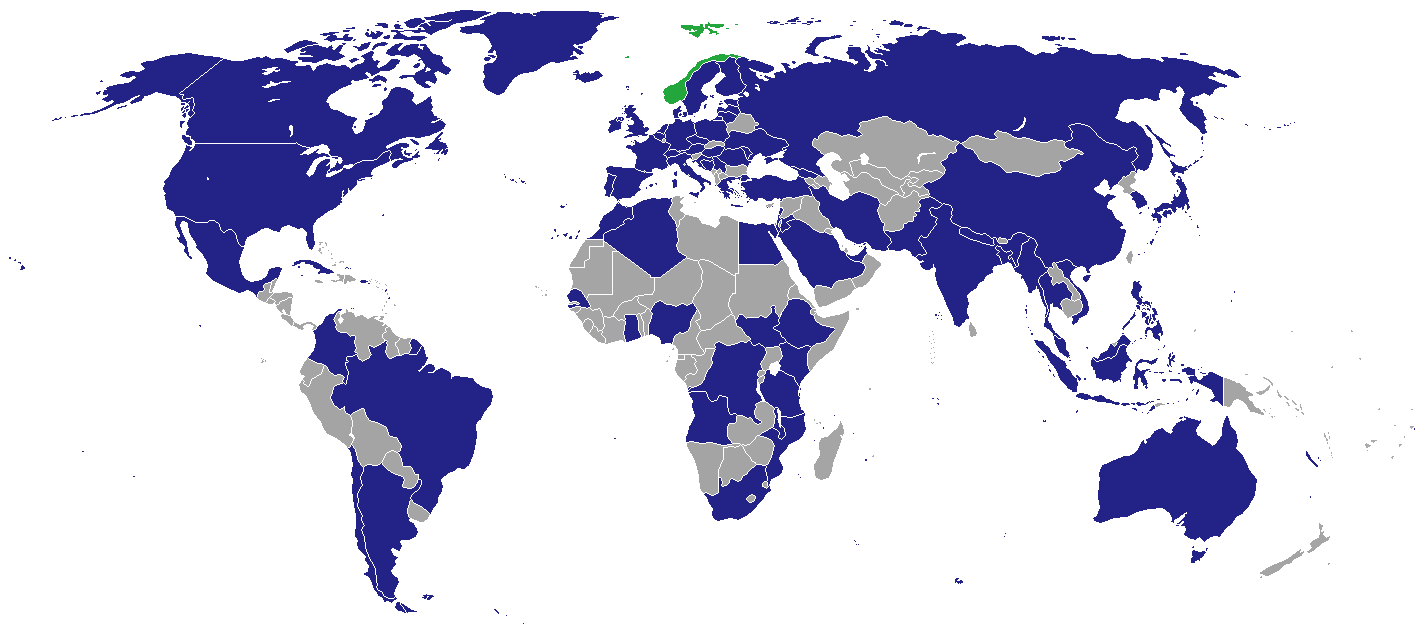
Carte des représentations diplomatiques norvégiennes.

Ceci est une liste des représentations diplomatiques de la Norvège, à l'exclusion des consulats honoraires.
Dans les pays sans représentation norvégienne, les citoyens norvégiens peuvent demander l'aide des services étrangers de n'importe lequel des autres pays nordiques (en), conformément au traité d'Helsinki,.

## Représentations actuelles

### Afrique
| Pays hôte                        | Ville hôte   | Représentation | Accréditations | Références |
| -------------------------------- | ------------ | -------------- | --- | ---------- |
| Afrique du Sud                   | Pretoria     | Ambassade      | - Botswana - Lesotho - Madagascar - Namibie - Zimbabwe                                                                                                  | [ 3 ]      |
| Algérie                          | Alger        | Ambassade      | - Tunisie | [ 4 ]      |
| Angola                           | Luanda       | Ambassade      | - Guinée équatoriale - Sao Tomé-et-Principe | [ 5 ]      |
| Égypte                           | Le Caire     | Ambassade      | - Libye | [ 6 ]      |
| Éthiopie                         | Addis-Abeba  | Ambassade      | - Djibouti | [ 7 ]      |
| Ghana                            | Accra        | Ambassade      | - Côte d'Ivoire - Gambie - Guinée - Liberia - Sierra Leone                                                                                              | [ 8 ]      |
| Kenya                            | Nairobi      | Ambassade      | - Nations unies - Programme des Nations unies pour l'environnement - Programme des Nations unies pour les établissements humains - Seychelles - Somalie | [ 9 ]      |
| Malawi                           | Lilongwe     | Ambassade      | - Zambie | [ 10 ]     |
| Maroc                            | Rabat        | Ambassade      | | [ 11 ]     |
| Mozambique                       | Maputo       | Ambassade      | - Eswatini - Maurice | [ 12 ]     |
| Nigeria                          | Abuja        | Ambassade      | - Bénin - Cameroun - Togo | [ 13 ]     |
| République démocratique du Congo | Kinshasa     | Ambassade      | - République centrafricaine - République du Congo - Gabon                                                                                               | ,          |
| Sénégal                          | Dakar        | Ambassade      | | [ 16 ]     |
| Soudan du Sud                    | Djouba       | Ambassade      | | [ 17 ]     |
| Tanzanie                         | Dar es Salam | Ambassade      | - Comores | [ 18 ]     |

### Amérique
| Pays hôte  | Ville hôte     | Représentation   | Accréditations | Références |
| ---------- | -------------- | ---------------- | --- | ---------- |
| Argentine  | Buenos Aires   | Ambassade        | - Bolivie - Paraguay - Uruguay | [ 19 ]     |
| Brésil     | Brasilia       | Ambassade        | - Guyana - Suriname | [ 20 ]     |
| Brésil     | Rio de Janeiro | Consulat général | - Guyana - Suriname | [ 20 ]     |
| Canada     | Ottawa         | Ambassade (en)   | | [ 21 ]     |
| Chili      | Santiago       | Ambassade        | - Pérou | [ 22 ]     |
| Colombie   | Bogota         | Ambassade        | - Équateur - Panama - Venezuela | [ 23 ]     |
| Cuba       | La Havane      | Ambassade        | - Antigua-et-Barbuda - Bahamas - Barbade - Dominique - Grenade - Haïti - Jamaïque - République dominicaine - Saint-Christophe-et-Niévès - Saint-Vincent-et-les-Grenadines - Sainte-Lucie - Trinité-et-Tobago | [ 24 ]     |
| États-Unis | Washington     | Ambassade (en)   | - Organisation des États américains | ,          |
| États-Unis | New York       | Consulat général | - Organisation des États américains | [ 26 ]     |
| États-Unis | San Francisco  | Consulat général | - Organisation des États américains | [ 26 ]     |
| Mexique    | Mexico         | Ambassade        | - Belize - Costa Rica - Guatemala - Honduras - Nicaragua - Salvador | [ 28 ]     |

### Asie
| Pays hôte           | Ville hôte     | Représentation           | Accréditations                                | Références |
| ------------------- | -------------- | ------------------------ | --------------------------------------------- | ---------- |
| Arabie saoudite     | Riyad          | Ambassade                | - Bahreïn - Oman - Yémen                      | [ 29 ]     |
| Bangladesh          | Dacca          | Ambassade                |                                               | [ 30 ]     |
| Birmanie            | Rangoun        | Ambassade                |                                               | [ 31 ]     |
| Chine               | Pékin          | Ambassade                | - Mongolie                                    | [ 32 ]     |
| Chine               | Shanghai       | Consulat général         | - Mongolie                                    | [ 32 ]     |
| Corée du Sud        | Séoul          | Ambassade                | - Corée du Nord                               | [ 33 ]     |
| Émirats arabes unis | Abou Dabi      | Ambassade                | - Koweït - Qatar                              | [ 34 ]     |
| Émirats arabes unis | Dubaï          | Consulat                 | - Koweït - Qatar                              | [ 34 ]     |
| Géorgie             | Tbilissi       | Ambassade                |                                               | [ 35 ]     |
| Inde                | New Delhi      | Ambassade                | - Bhoutan                                     | [ 36 ]     |
| Inde                | Bombay         | Consulat général         | - Bhoutan                                     | [ 36 ]     |
| Indonésie           | Jakarta        | Ambassade                | - ASEAN - Timor oriental                      | [ 38 ]     |
| Iran                | Téhéran        | Ambassade                |                                               | [ 39 ]     |
| Israël              | Tel Aviv-Jaffa | Ambassade                |                                               | [ 40 ]     |
| Japon               | Tokyo          | Ambassade                | - Îles Marshall - États fédérés de Micronésie | [ 41 ]     |
| Jordanie            | Amman          | Ambassade                | - Irak                                        | [ 42 ]     |
| Liban               | Beyrouth       | Ambassade                | - Syrie                                       | [ 43 ]     |
| Malaisie            | Kuala Lumpur   | Ambassade                | - Brunei                                      | [ 44 ]     |
| Népal               | Katmandou      | Ambassade                |                                               | [ 45 ]     |
| Pakistan            | Islamabad      | Ambassade                |                                               | [ 46 ]     |
| Palestine           | Ramallah       | Bureau de représentation |                                               | [ 47 ]     |
| Philippines         | Manille        | Ambassade                | - Palaos                                      | [ 48 ]     |
| Singapour           | Singapour      | Ambassade                |                                               | [ 49 ]     |
| Thaïlande           | Bangkok        | Ambassade                | - Cambodge                                    | [ 50 ]     |
| Turquie             | Ankara         | Ambassade                | - Azerbaïdjan                                 | [ 51 ]     |
| Viêt Nam            | Hanoï          | Ambassade                | - Laos                                        | [ 52 ]     |

### Europe
| Pays hôte          | Ville hôte        | Représentation        | Accréditations | Références |
| ------------------ | ----------------- | --------------------- | --- | ---------- |
| Allemagne          | Berlin            | Ambassade (en)        | | [ 53 ]     |
| Autriche           | Vienne            | Ambassade             | - Agence internationale de l'énergie atomique - Commission des Nations unies pour le droit commercial international - Nations unies - Office des Nations unies contre les drogues et le crime - Organisation des Nations unies pour le développement industriel | [ 54 ]     |
| Belgique           | Bruxelles         | Ambassade             | | [ 55 ]     |
| Bosnie-Herzégovine | Sarajevo          | Ambassade             | | [ 56 ]     |
| Croatie            | Zagreb            | Ambassade             | | [ 57 ]     |
| Danemark           | Copenhague        | Ambassade             | | [ 58 ]     |
| Espagne            | Madrid            | Ambassade             | - Andorre | [ 59 ]     |
| Estonie            | Tallinn           | Ambassade             | | [ 60 ]     |
| Finlande           | Helsinki          | Ambassade             | | [ 61 ]     |
| France             | Paris             | Ambassade             | - Monaco | [ 62 ]     |
| Grèce              | Athènes           | Ambassade             | - Chypre | [ 63 ]     |
| Hongrie            | Budapest          | Ambassade             | - Slovénie | [ 64 ]     |
| Irlande            | Dublin            | Ambassade (en)        | | [ 65 ]     |
| Islande            | Reykjavik         | Ambassade             | | [ 66 ]     |
| Italie             | Rome              | Ambassade             | - Malte - Saint-Marin | [ 67 ]     |
| Lettonie           | Riga              | Ambassade             | | [ 68 ]     |
| Lituanie           | Vilnius           | Ambassade             | - Biélorussie | [ 69 ]     |
| Moldavie           | Chișinău          | Bureau de l'ambassade | | [ 70 ]     |
| Pays-Bas           | La Haye           | Ambassade             | - Luxembourg - Organisation pour l'interdiction des armes chimiques | [ 71 ]     |
| Pologne            | Varsovie          | Ambassade             | | [ 72 ]     |
| Portugal           | Lisbonne          | Ambassade             | - Cap-Vert - Guinée-Bissau | [ 73 ]     |
| République tchèque | Prague            | Ambassade             | | [ 74 ]     |
| Roumanie           | Bucarest          | Ambassade             | - Moldavie | [ 75 ]     |
| Royaume-Uni        | Londres           | Ambassade (en)        | | [ 76 ]     |
| Russie             | Moscou            | Ambassade             | - Arménie | [ 77 ]     |
| Russie             | Mourmansk         | Consulat général      | - Arménie | [ 77 ]     |
| Russie             | Saint-Pétersbourg | Consulat général      | - Arménie | [ 77 ]     |
| Serbie             | Belgrade          | Ambassade             | - Macédoine du Nord - Monténégro | [ 78 ]     |
| Suède              | Stockholm         | Ambassade             | | [ 79 ]     |
| Suisse             | Berne             | Ambassade             | - Liechtenstein - Vatican | [ 80 ]     |
| Ukraine            | Kiev              | Ambassade             | | [ 81 ]     |

### Océanie
| Pays hôte | Ville hôte | Représentation | Accréditations | Références |
| --------- | ---------- | -------------- | --- | ---------- |
| Australie | Canberra   | Ambassade (en) | - Fidji - Îles Cook - Îles Salomon - Kiribati - Nauru - Nouvelle-Zélande - Papouasie-Nouvelle-Guinée - Samoa - Tonga - Tuvalu - Vanuatu | [ 82 ]     |

### Organisations internationales
| Organisation                                                        | Ville hôte  | Pays hôte  | Représentation        | Accréditations | Références |
| ------------------------------------------------------------------- | ----------- | ---------- | --------------------- | --- | ---------- |
| Conseil de l'Europe                                                 | Strasbourg  | France     | Délégation permanente | | [ 83 ]     |
| Nations unies                                                       | New York    | États-Unis | Mission permanente    | | [ 84 ]     |
| Nations unies                                                       | Genève      | Suisse     | Mission permanente    | - Association européenne de libre-échange - Organisation mondiale de la santé - Organisation mondiale du commerce | [ 85 ]     |
| OCDE                                                                | Paris       | France     | Délégation permanente | - UNESCO | [ 86 ]     |
| Organisation des Nations unies pour l'alimentation et l'agriculture | Rome        | Italie     | Mission permanente    | - Fonds international de développement agricole - Programme alimentaire mondial                                   | [ 87 ]     |
| OSCE                                                                | Vienne      | Autriche   | Délégation permanente | | [ 88 ]     |
| OTAN                                                                | Bruxelles   | Belgique   | Délégation permanente | | [ 89 ]     |
| Union africaine                                                     | Addis-Abeba | Éthiopie   | Délégation permanente | | [ 90 ]     |
| Union européenne                                                    | Bruxelles   | Belgique   | Mission permanente    | | [ 91 ]     |

## Galerie

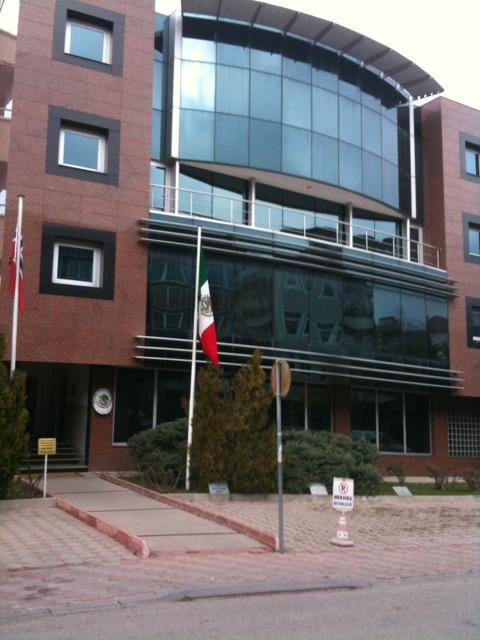
Ambassade à Ankara.
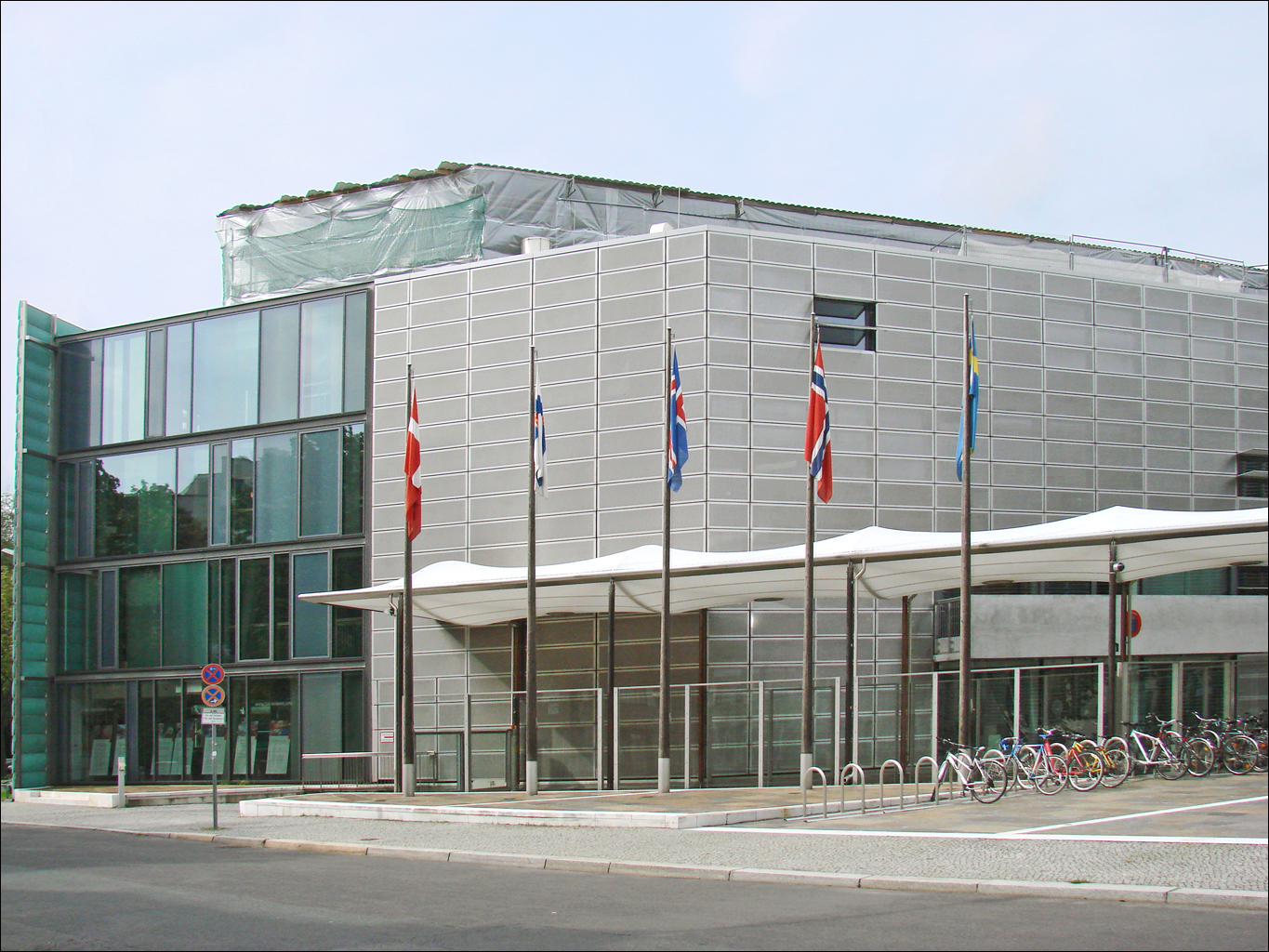
Ambassade à Berlin.
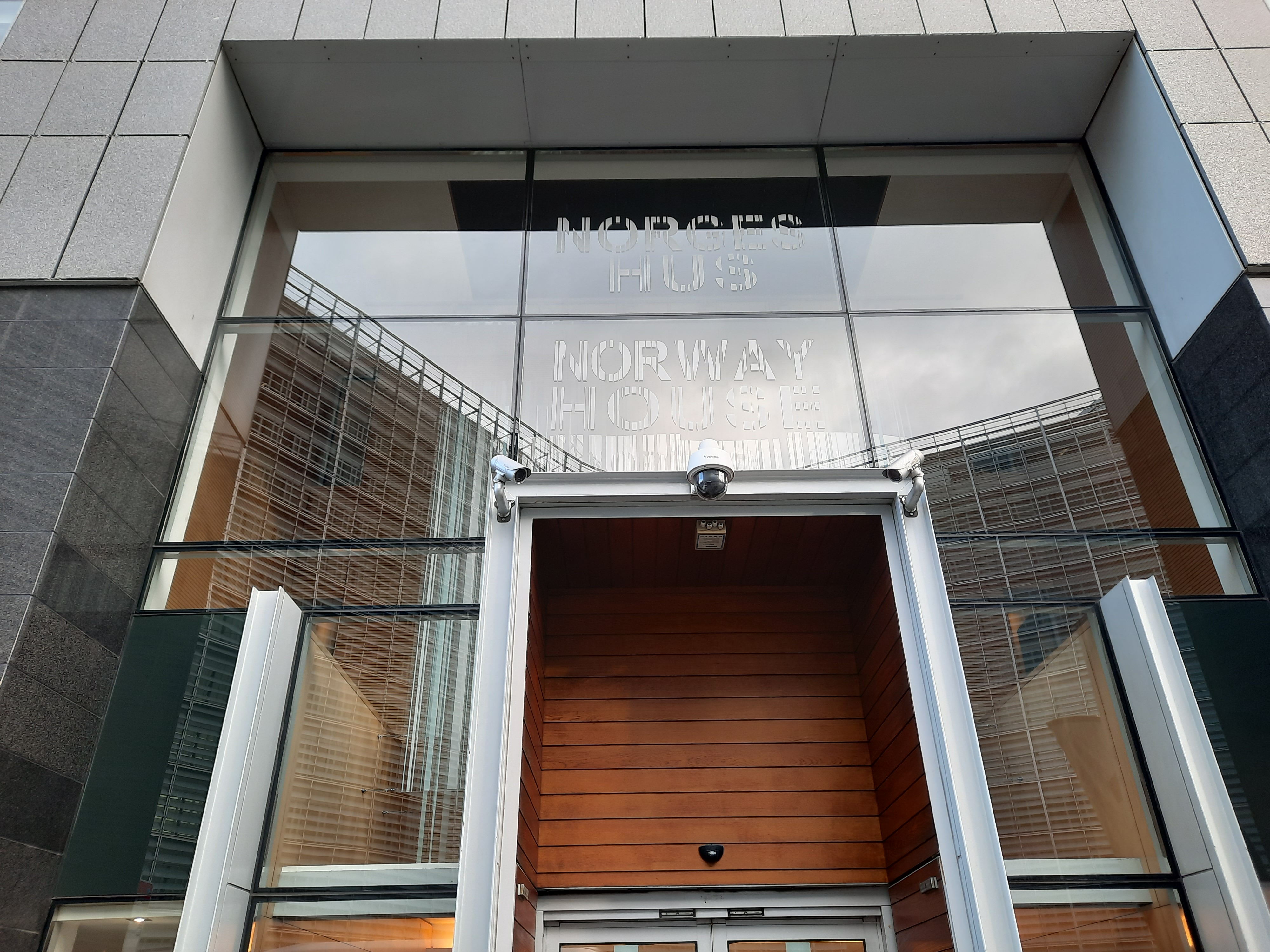
Ambassade à Bruxelles.
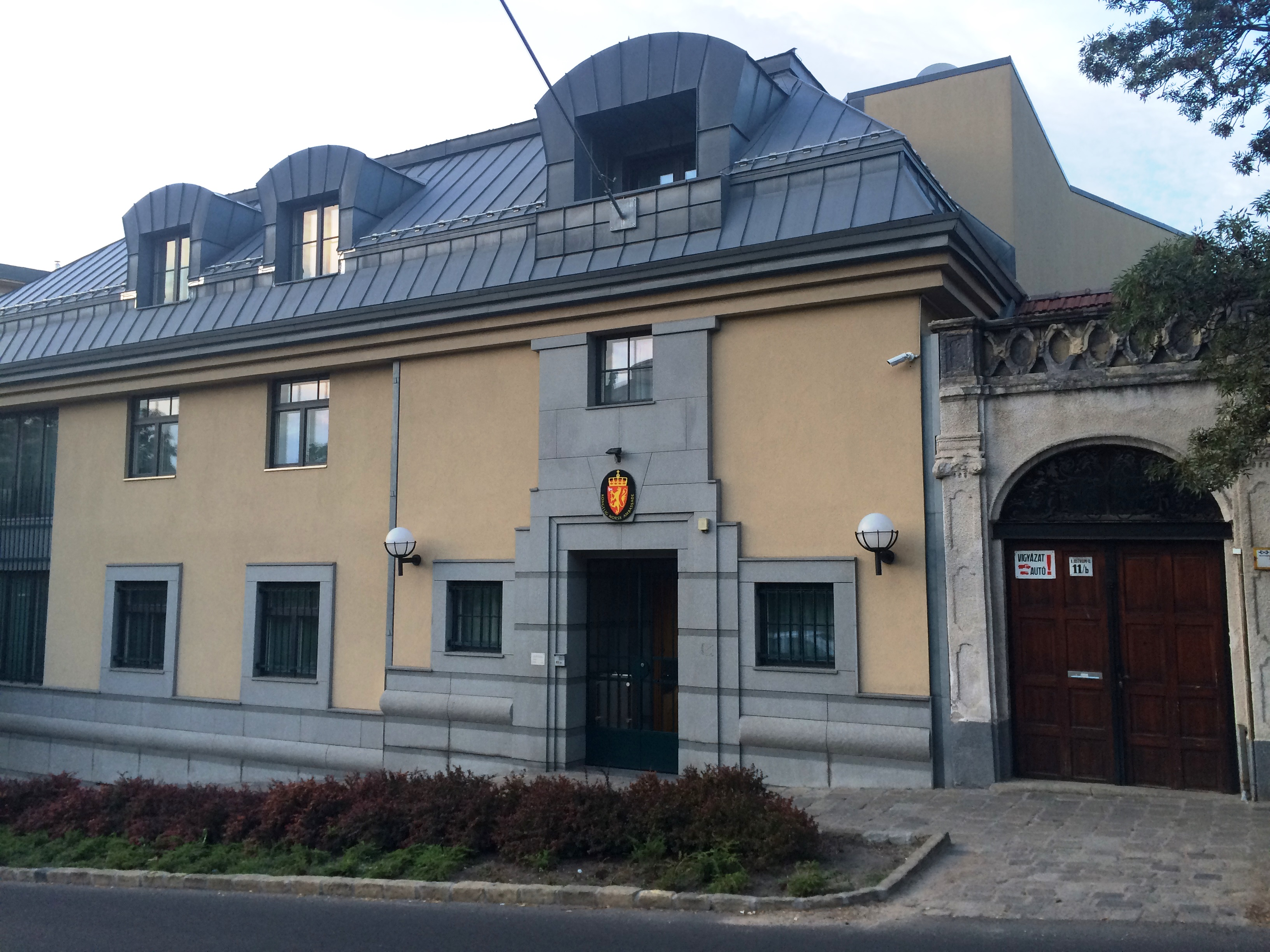
Ambassade à Budapest.
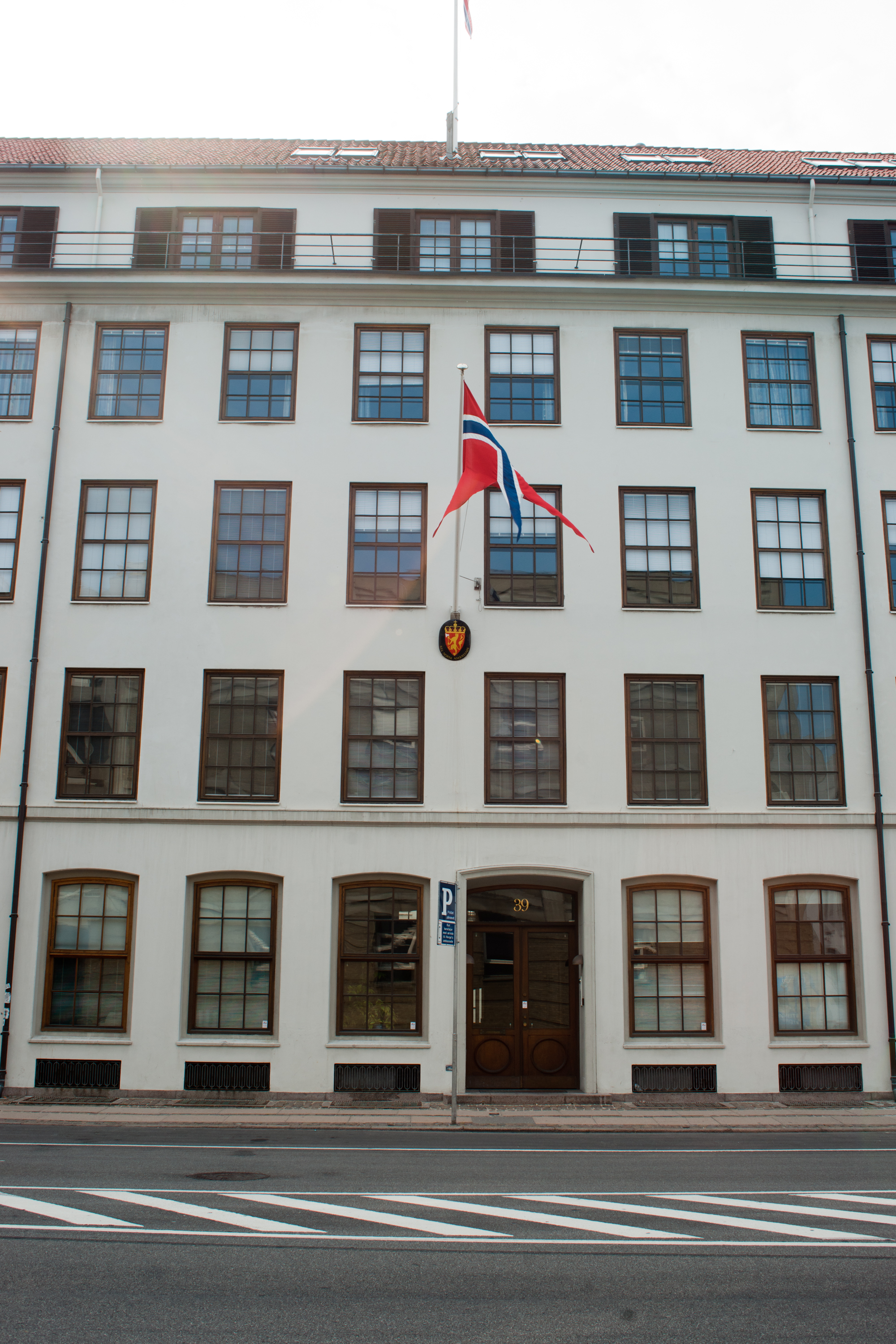
Ambassade à Copenhague.
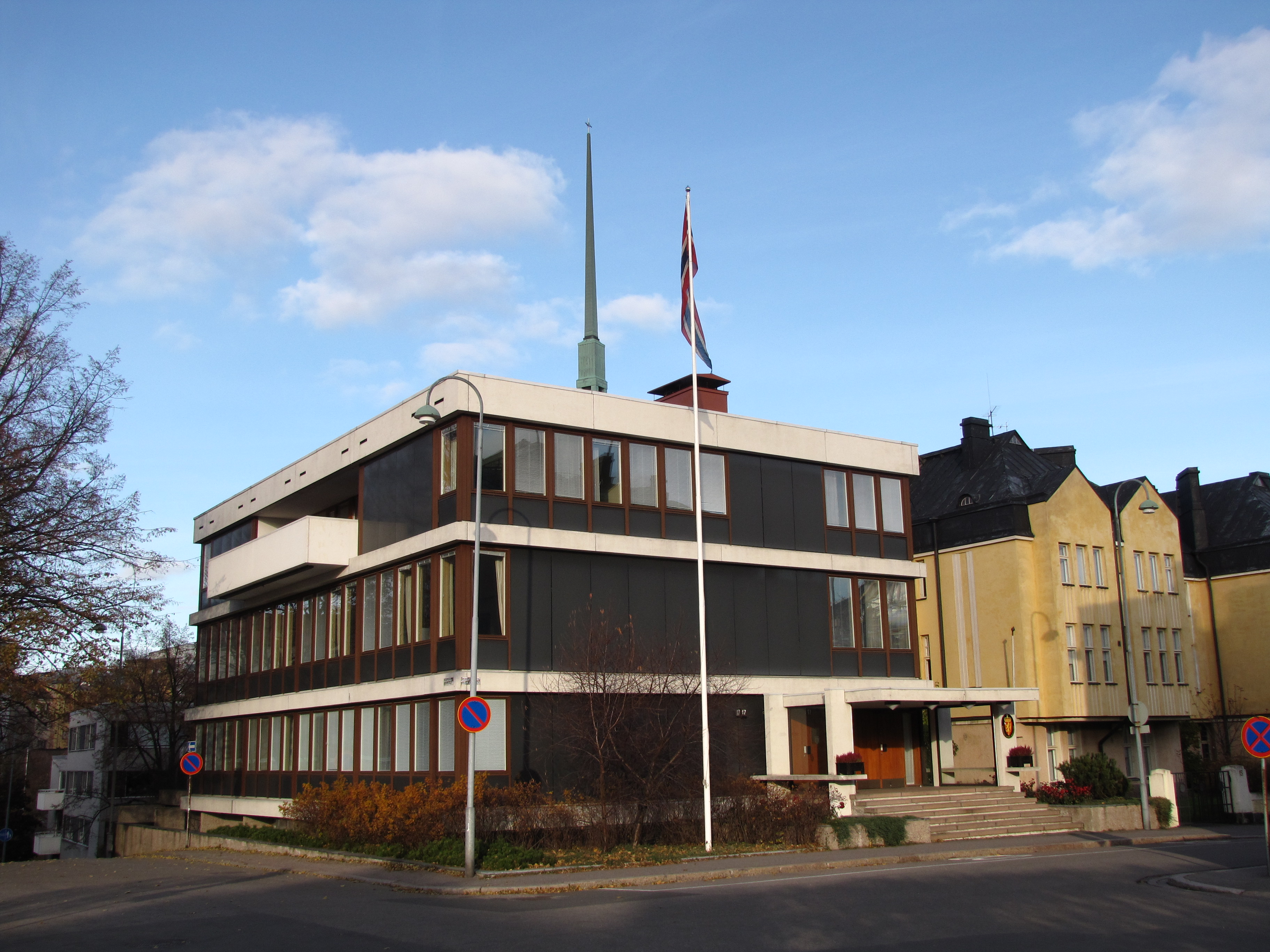
Ambassade à Helsinki.
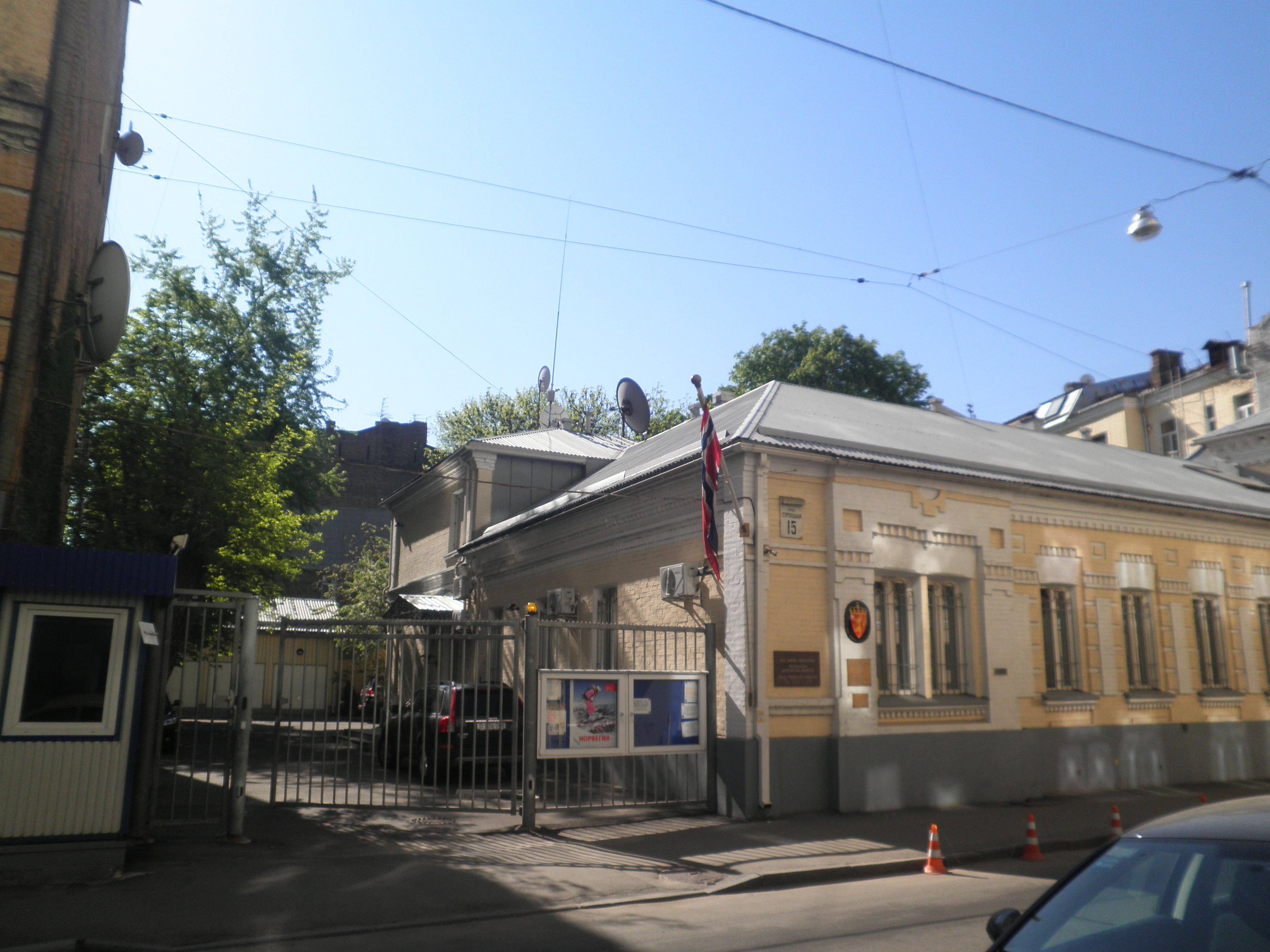
Ambassade à Kiev.
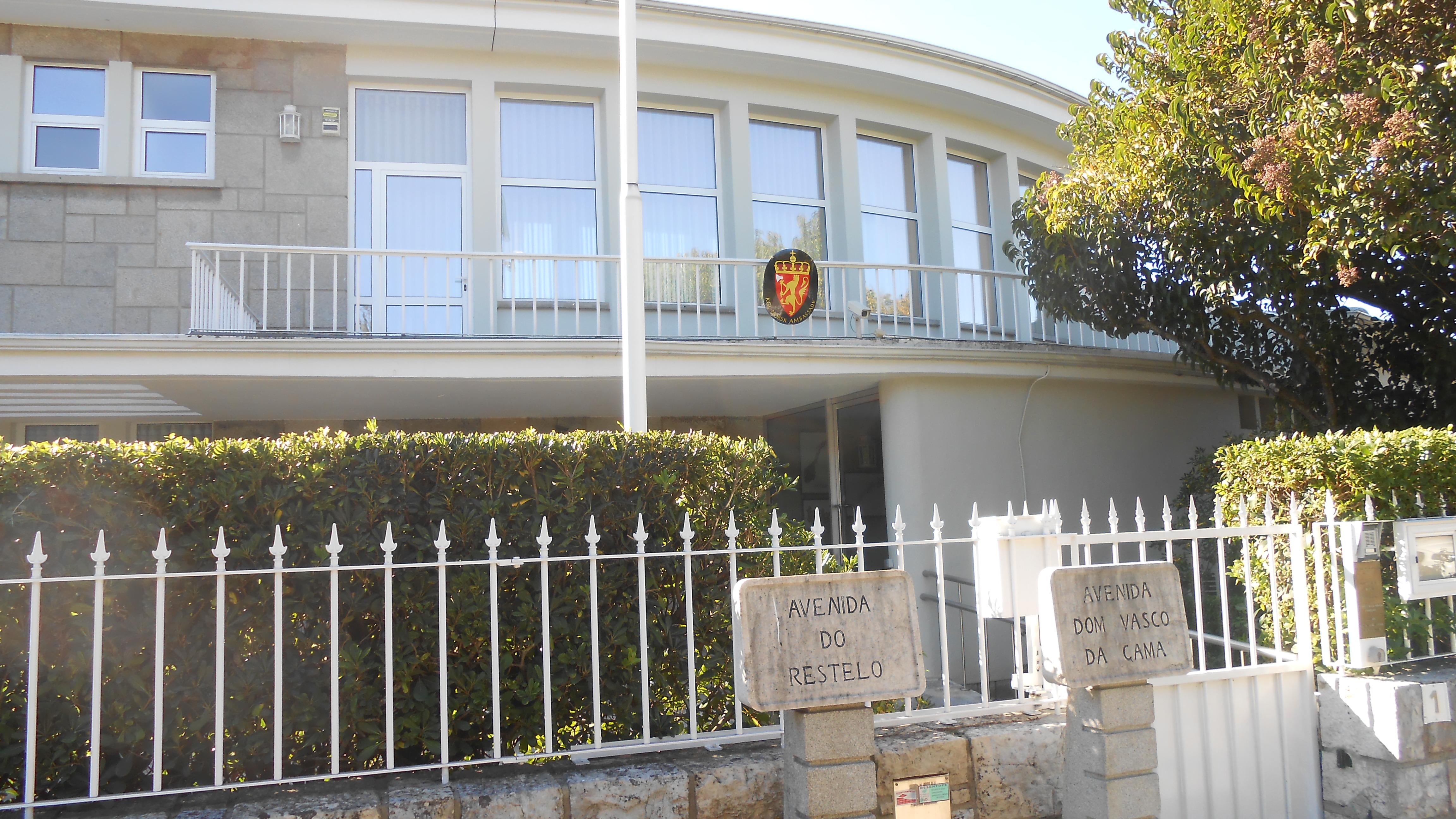
Ambassade à Lisbonne.
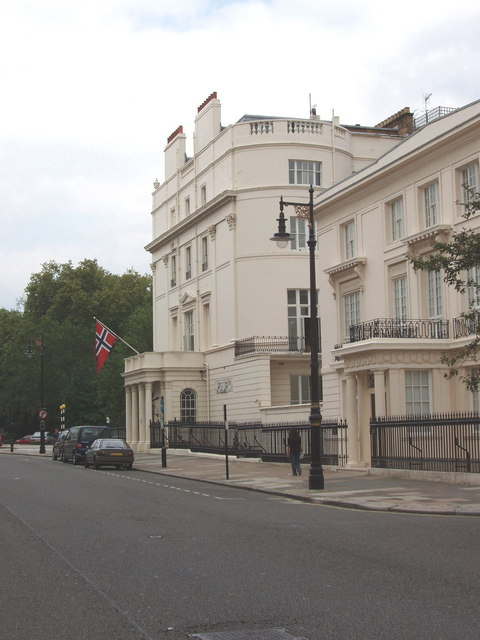
Ambassade à Londres.
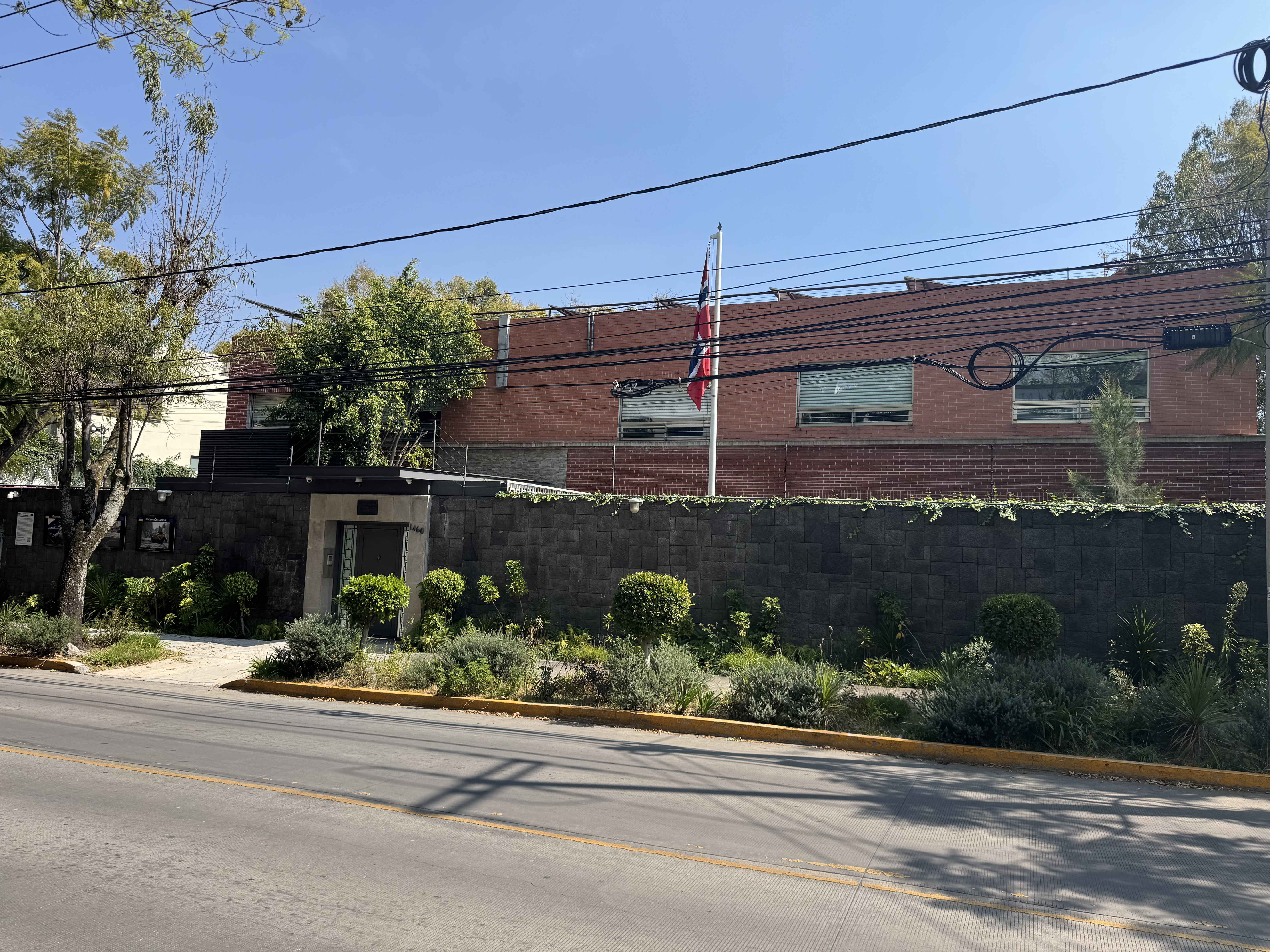
Ambassade à Mexico.
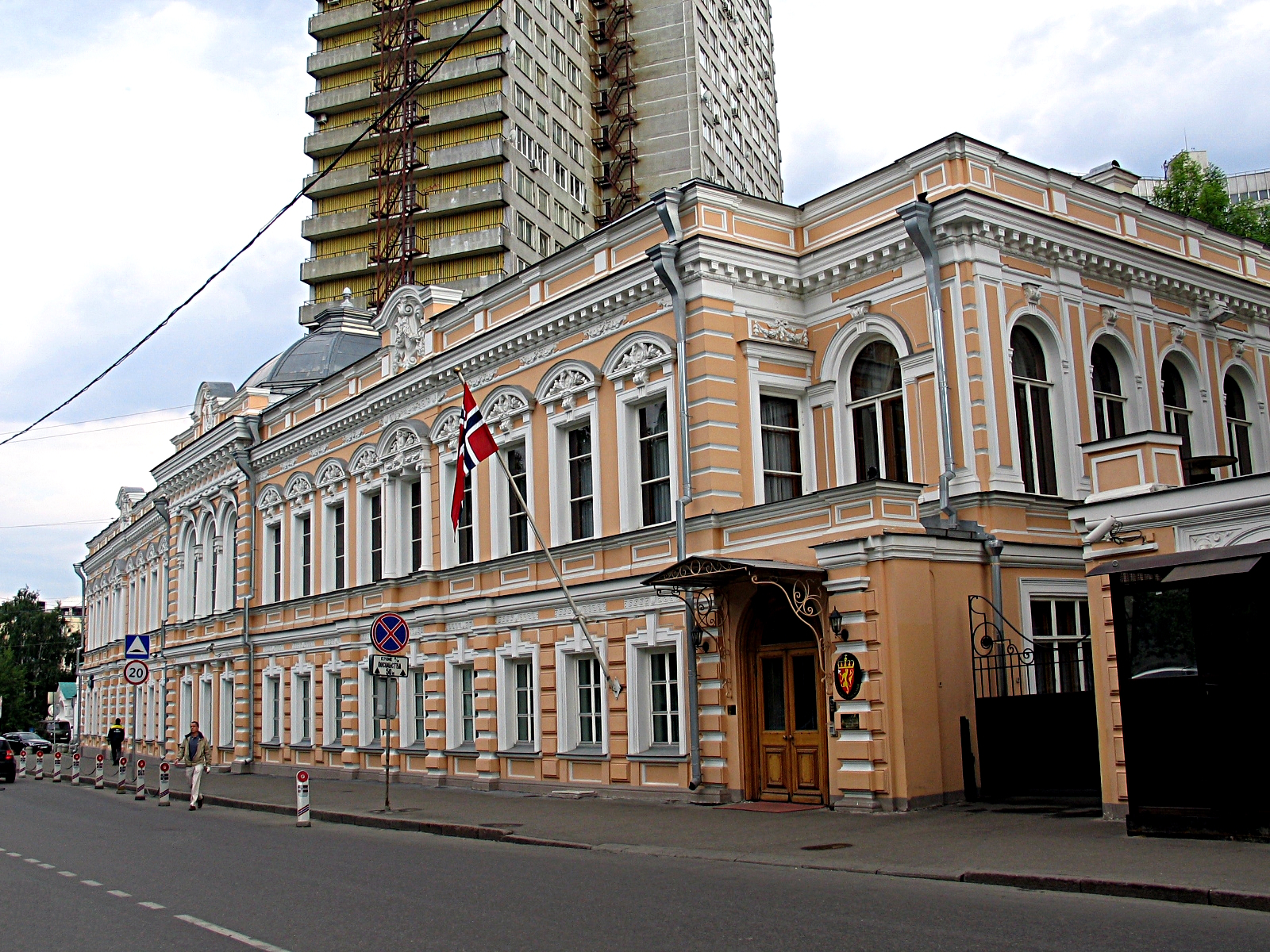
Ambassade à Moscou.
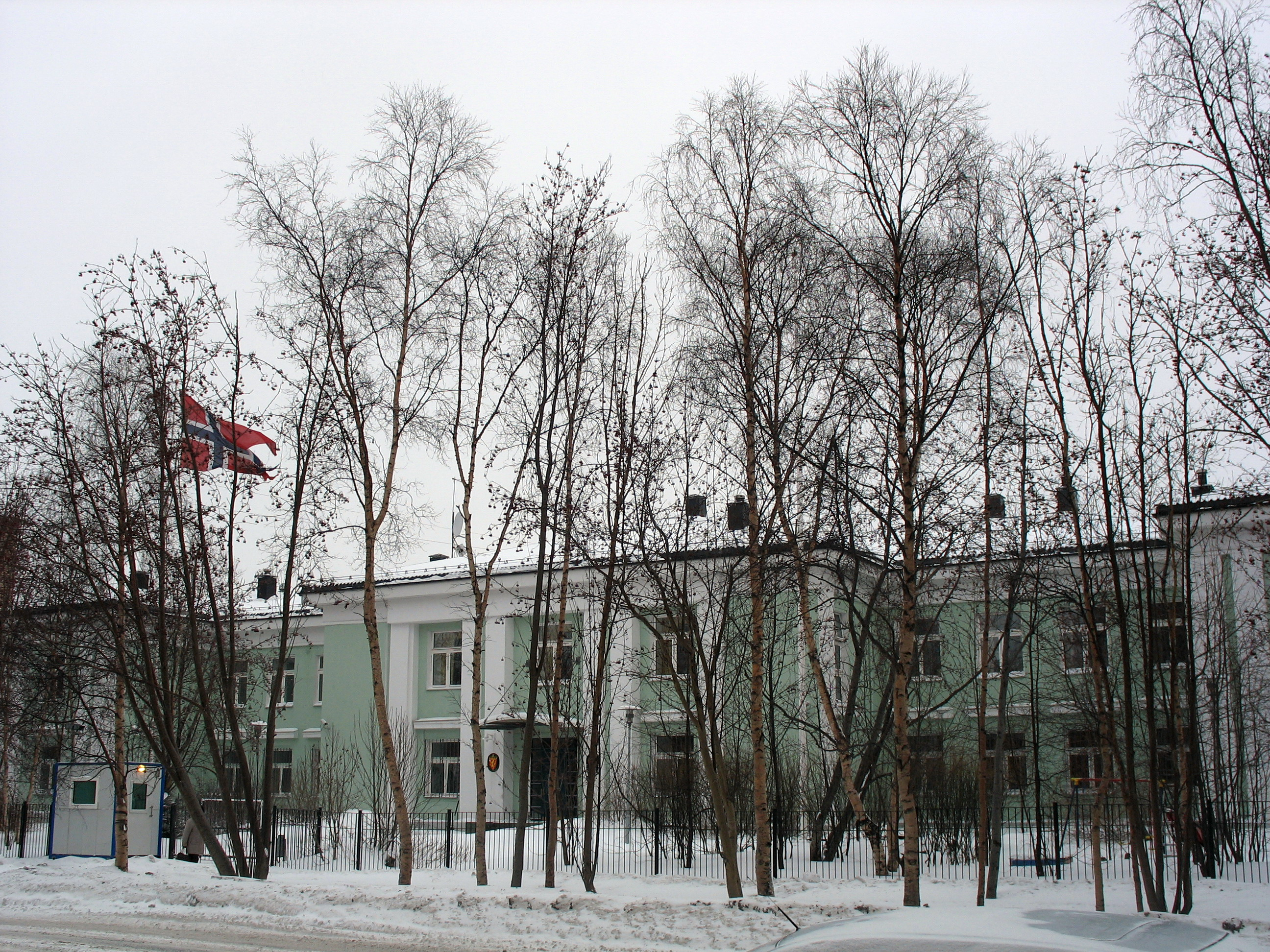
Consulat à Mourmansk.
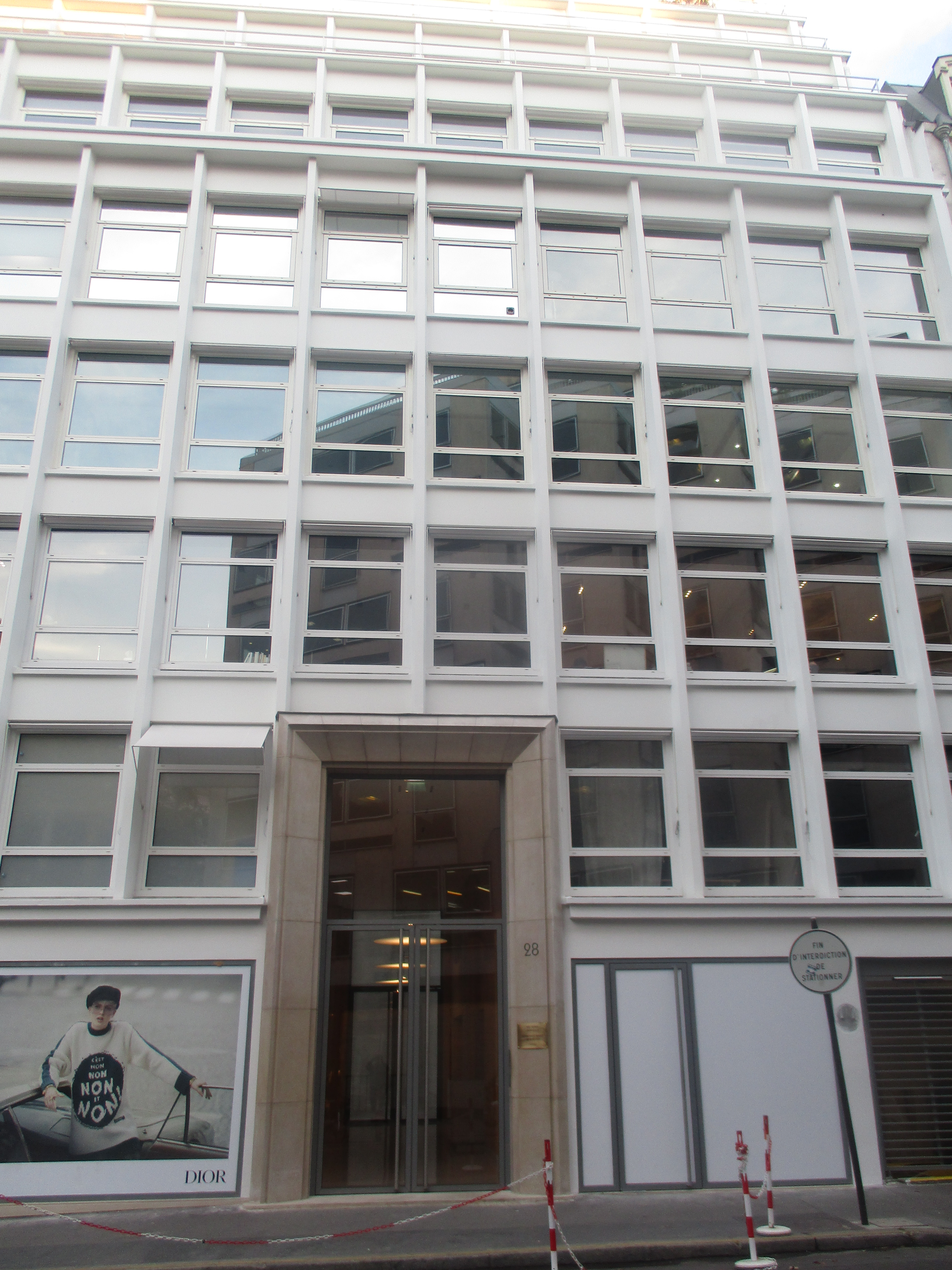
Bâtiment hébergeant l'ambassade à Paris.
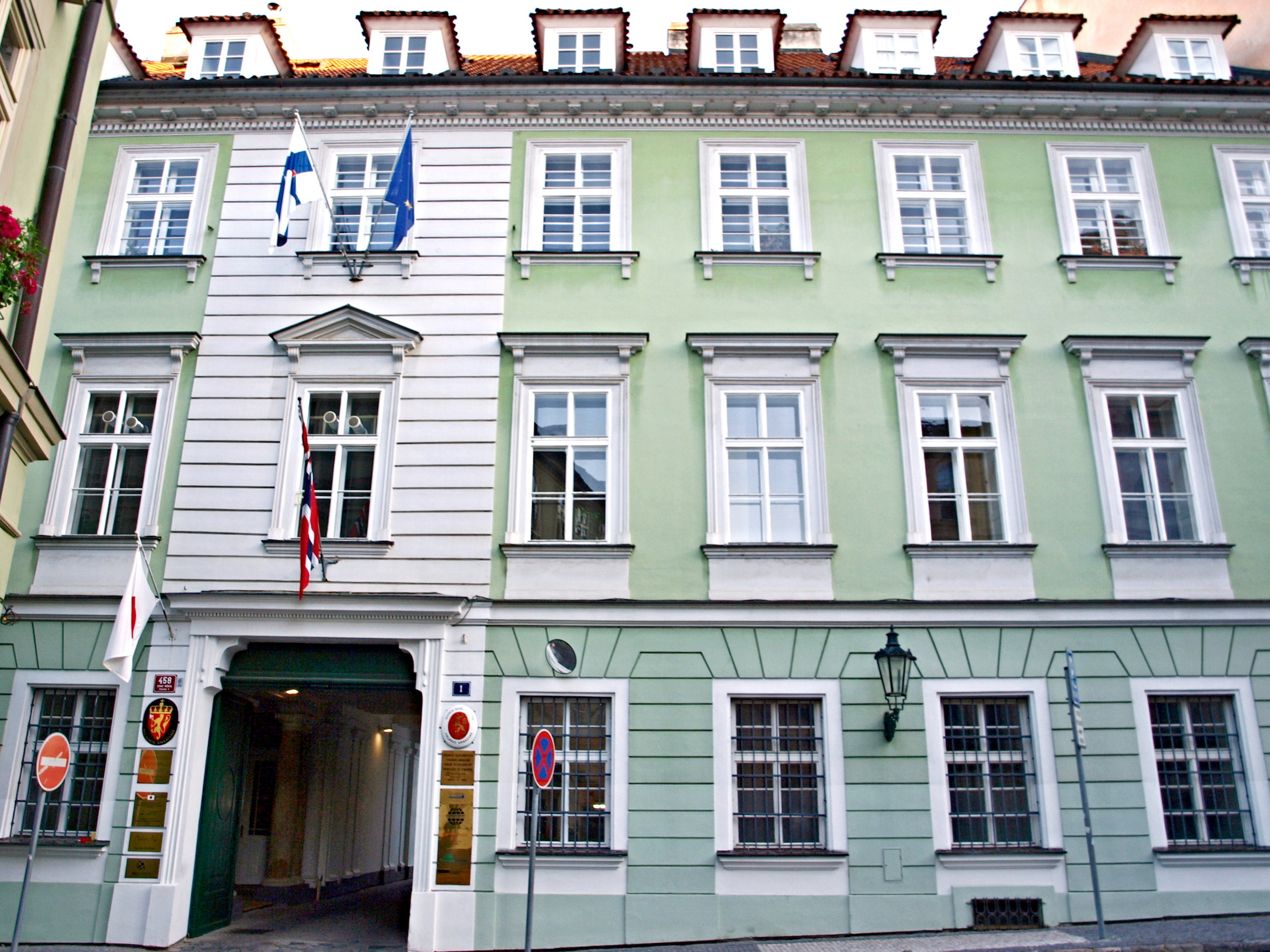
Ambassade à Prague.
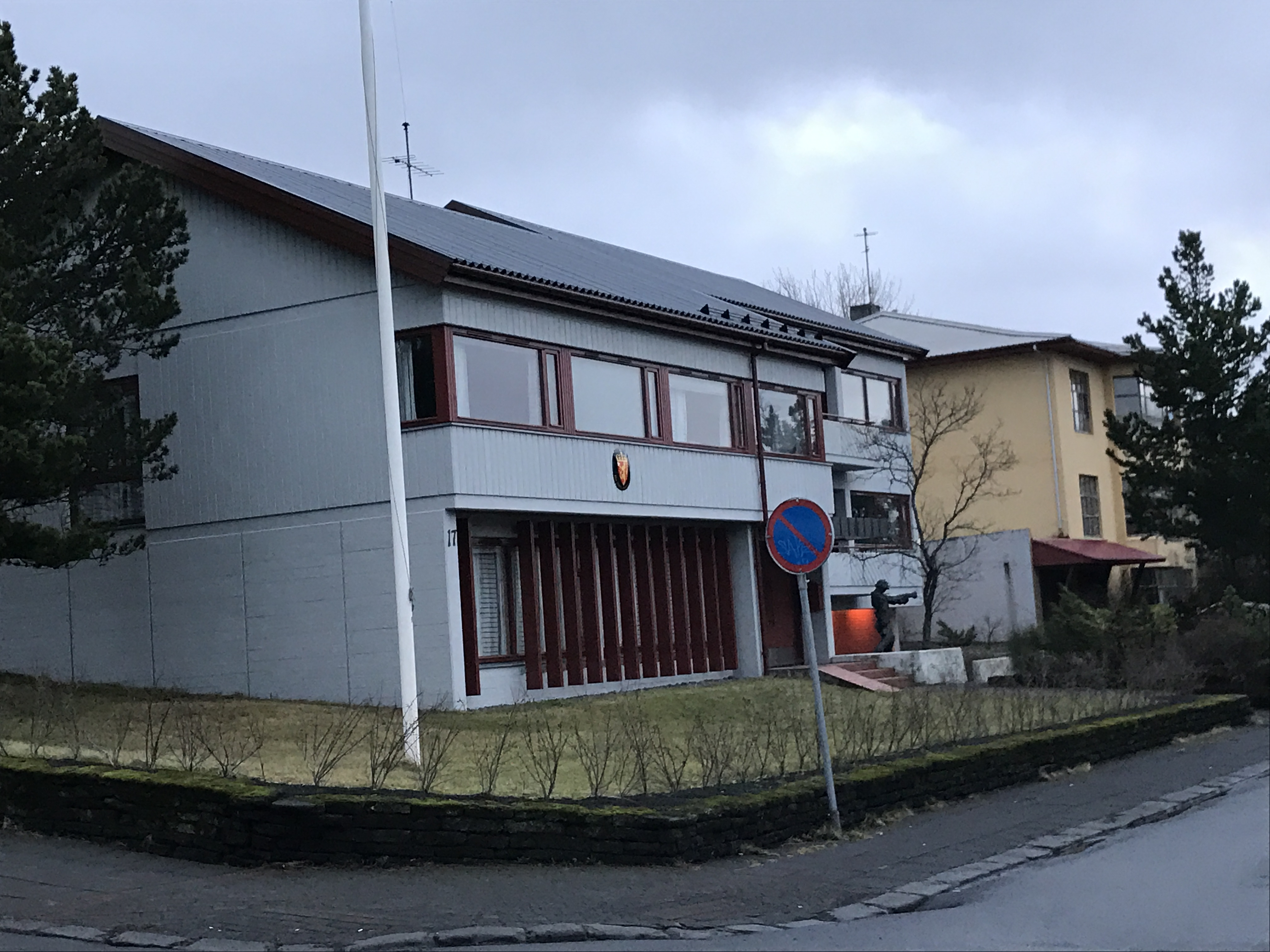
Ambassade à Reykjavík.
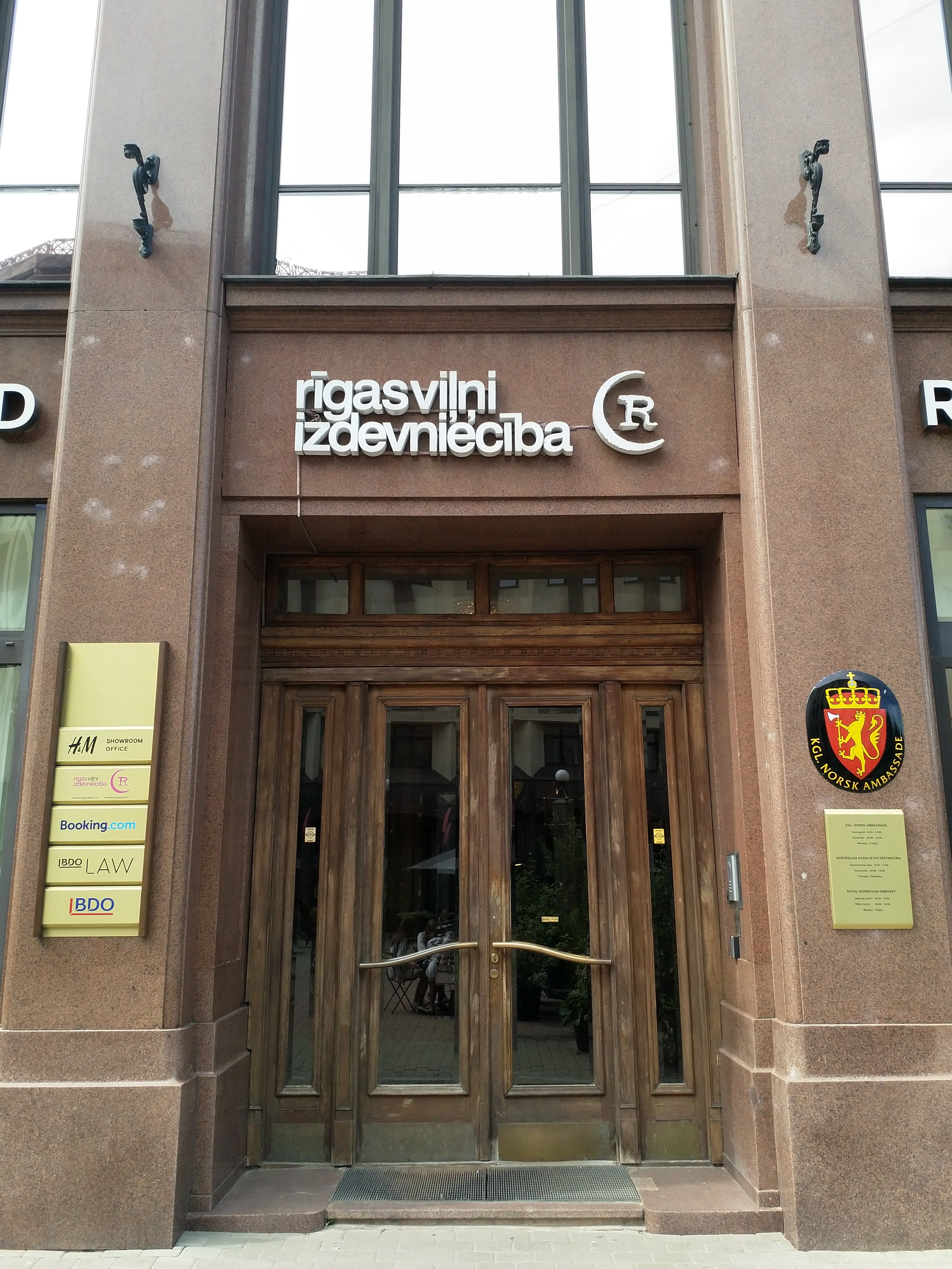
Ambassade à Riga.
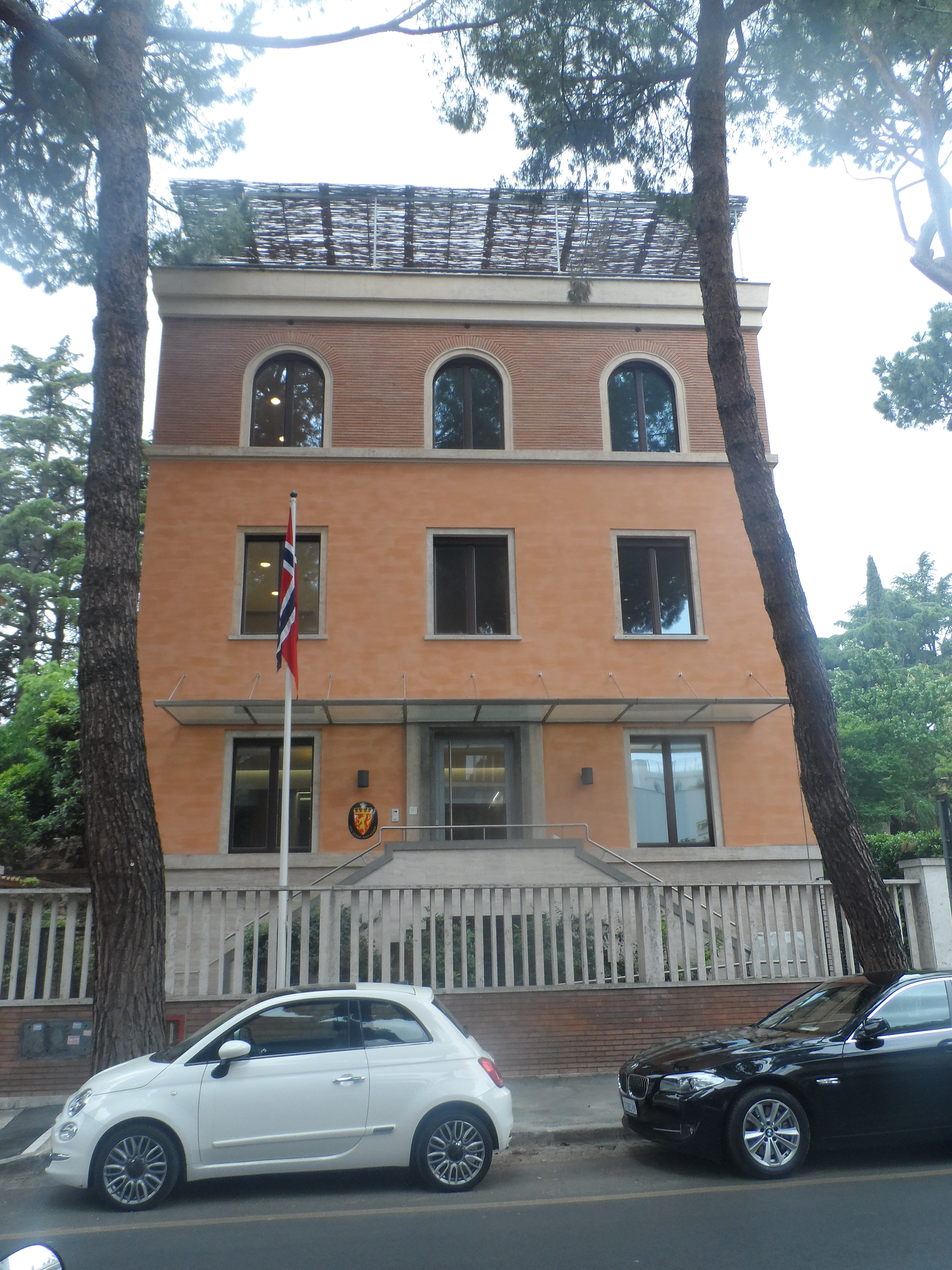
Ambassade à Rome.
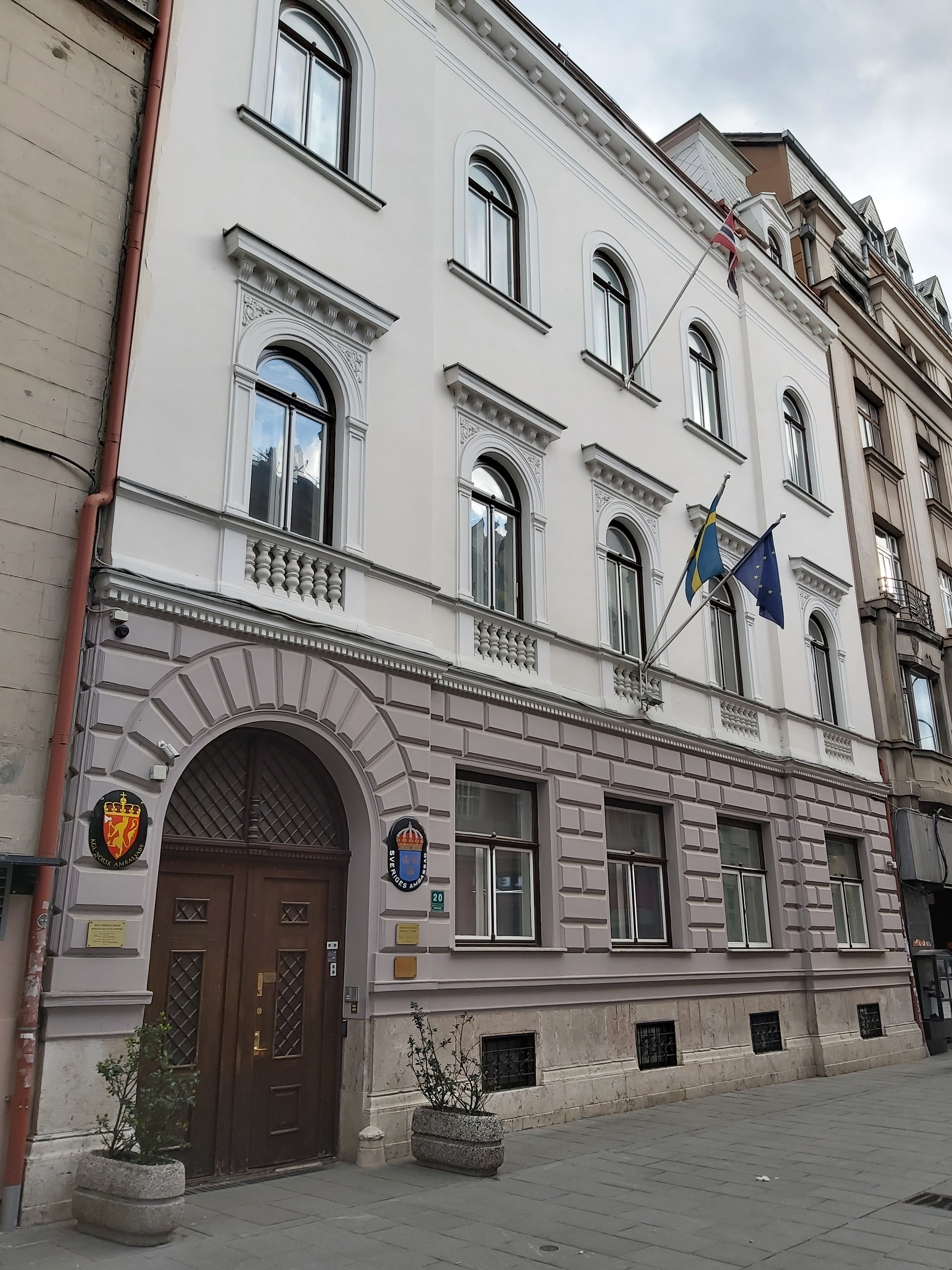
Ambassade à Sarajevo.
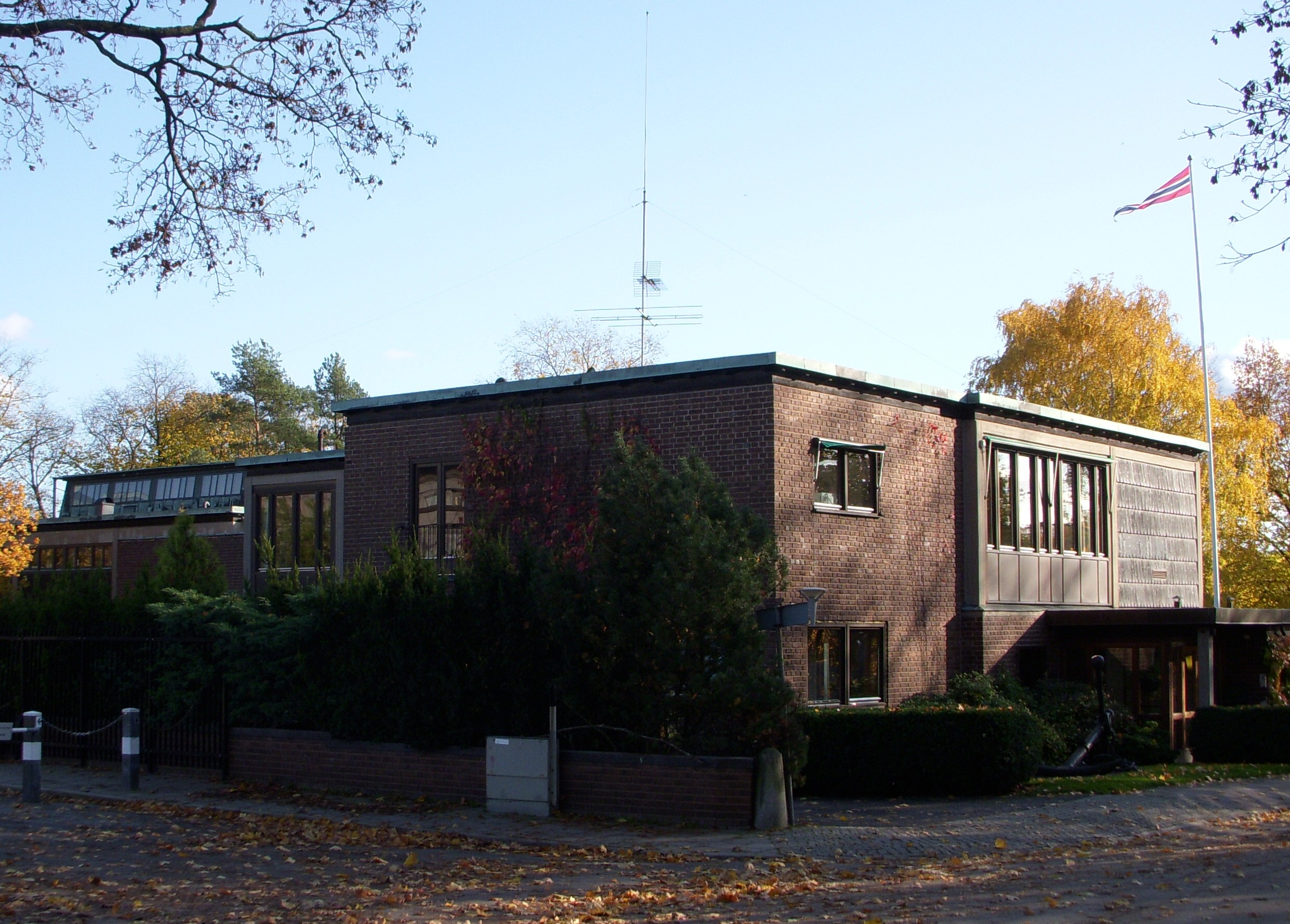
Ambassade à Stockholm.
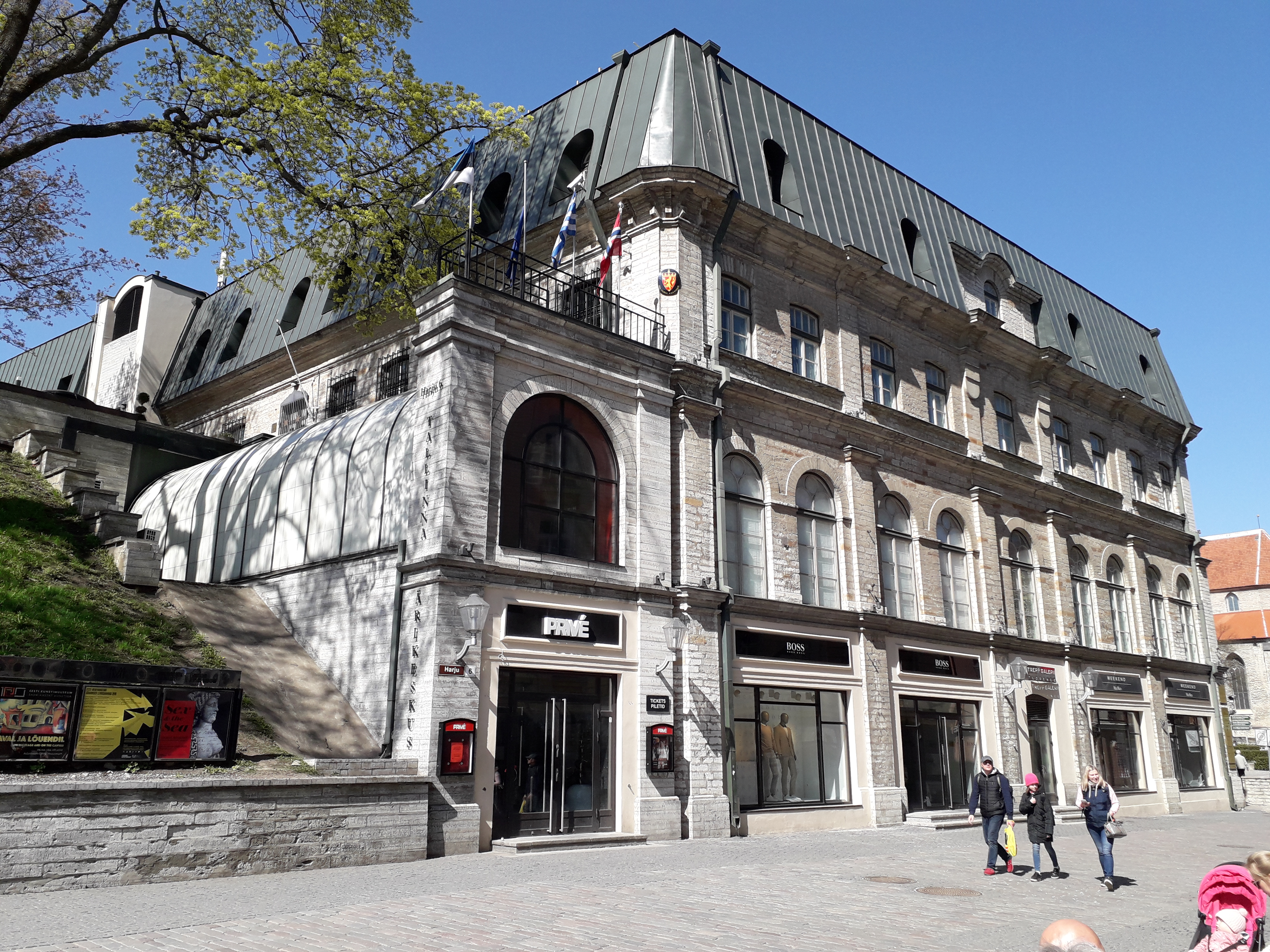
Ambassade à Tallinn.
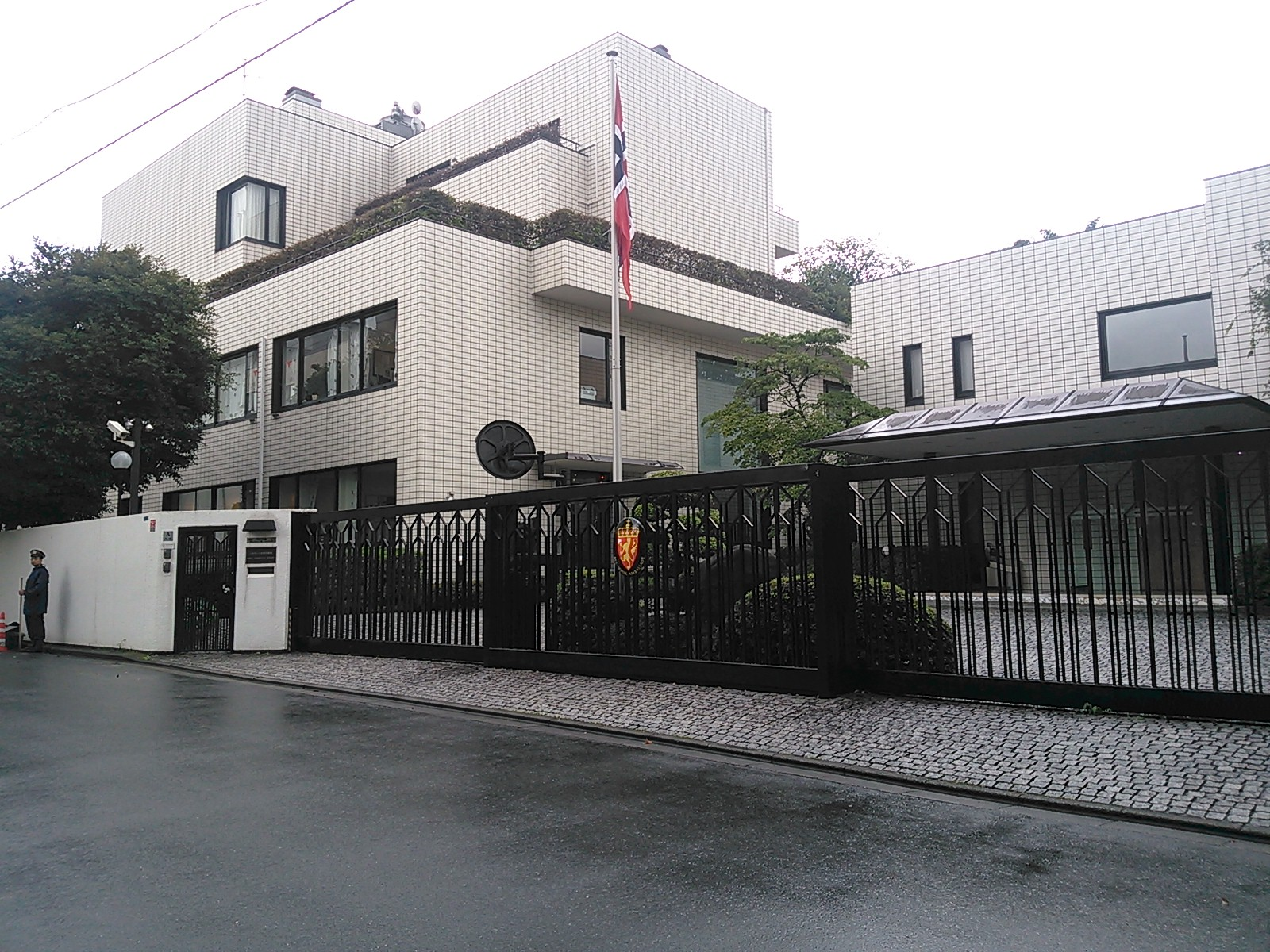
Ambassade à Tokyo.
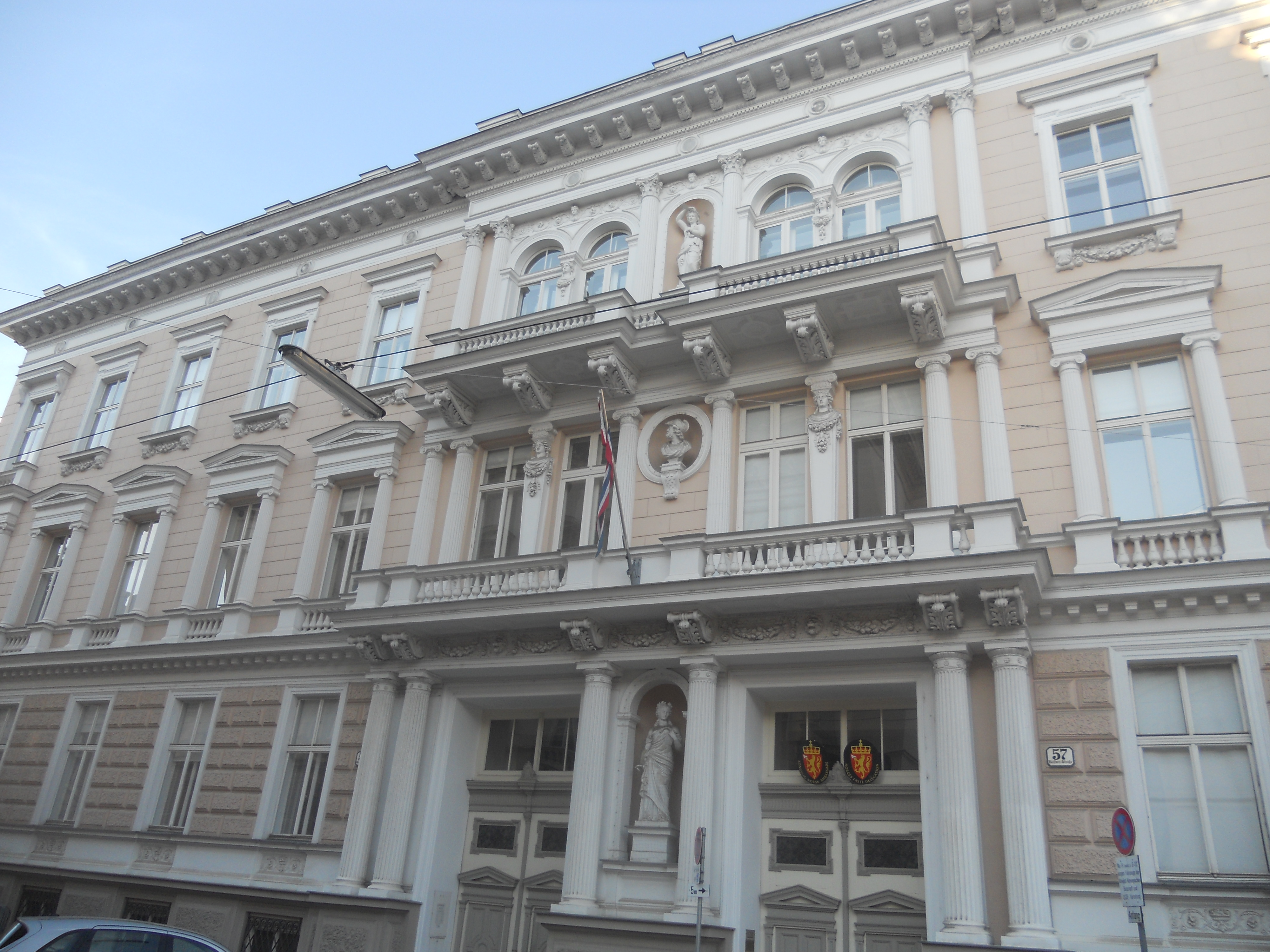
Ambassade à Vienne.
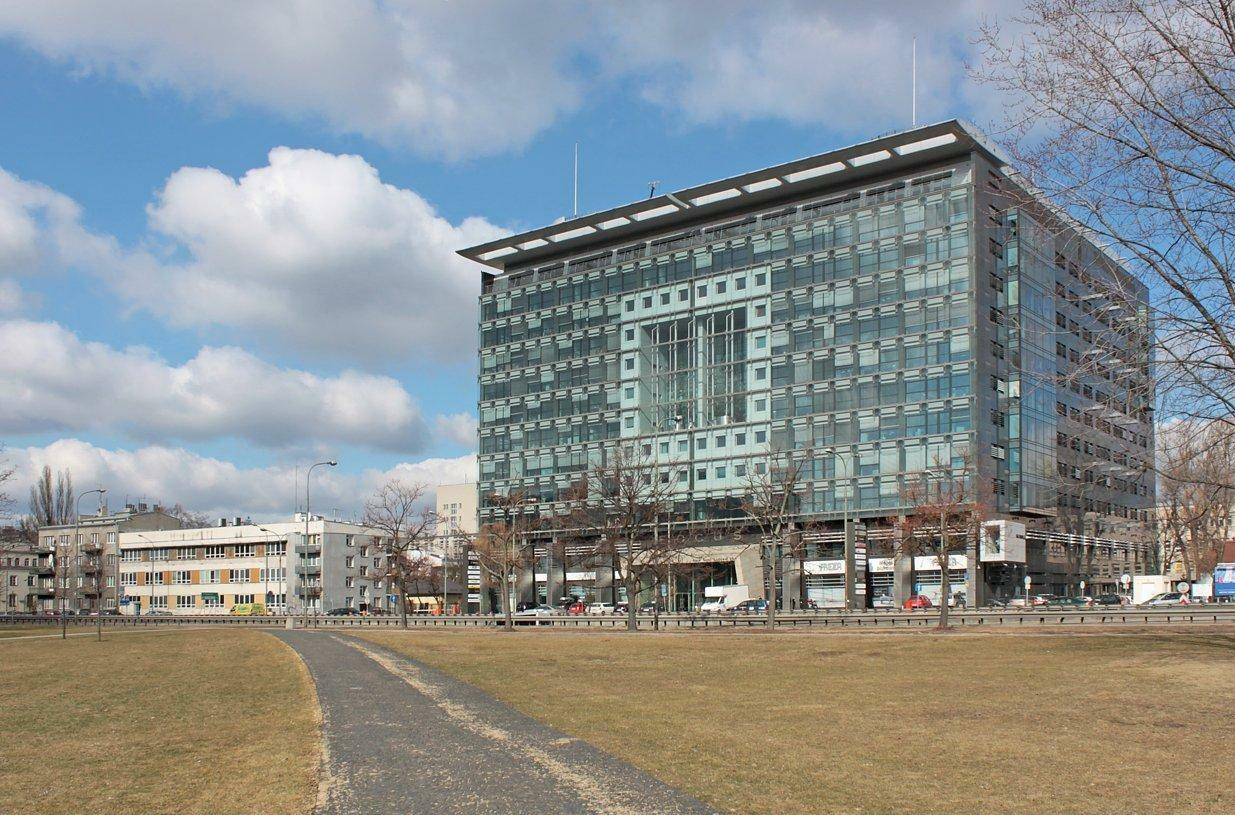
Bâtiment hébergeant l'ambassade à Varsovie.
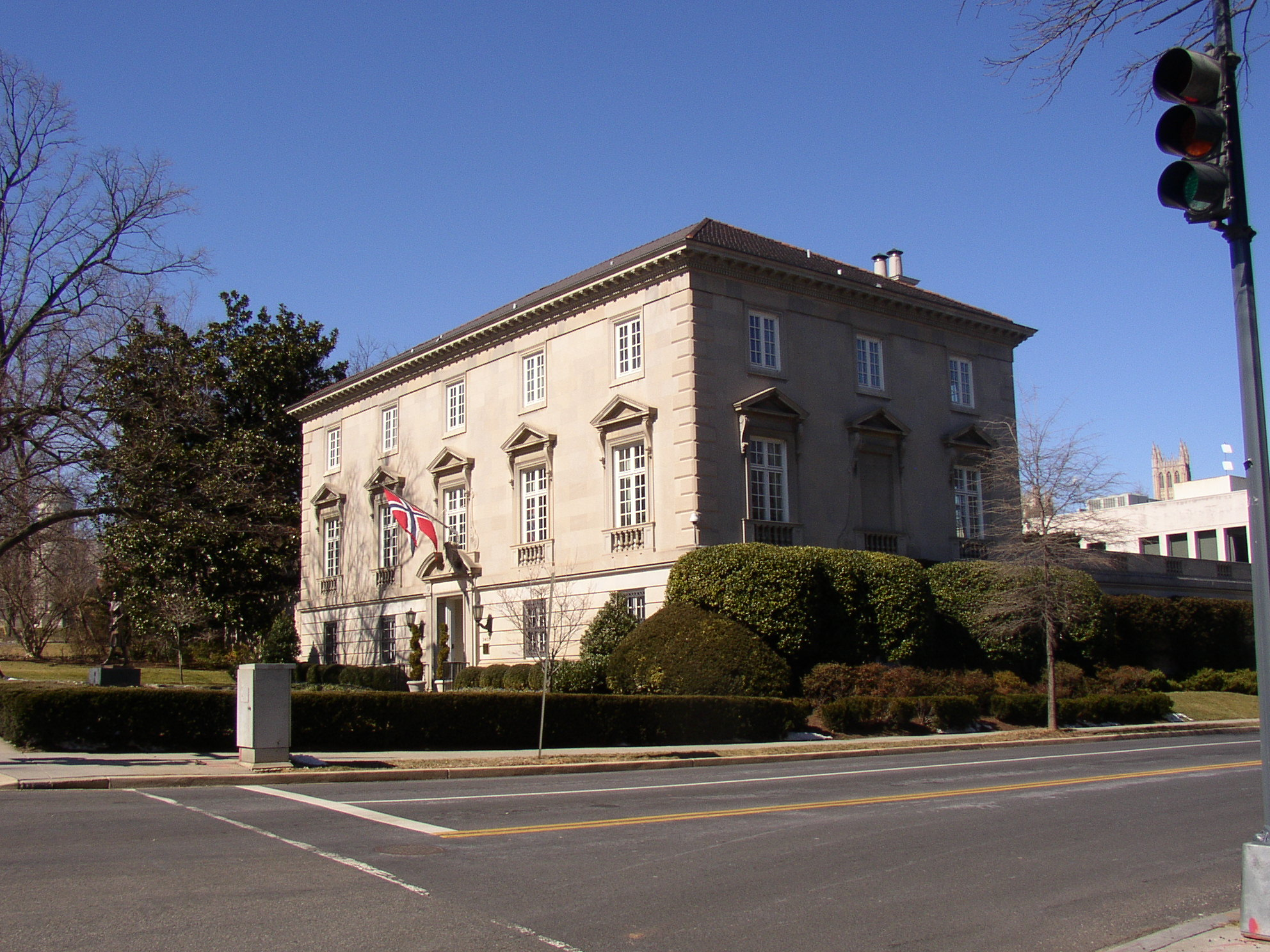
Ambassade à Washington.

## Représentations fermées

### Afrique
| Pays hôte     | Ville hôte | Représentation | Année de fermeture | Références |
| ------------- | ---------- | -------------- | ------------------ | ---------- |
| Botswana      | Gaborone   | Ambassade      | 1997               | [ 92 ]     |
| Côte d'Ivoire | Abidjan    | Ambassade      | 2011               | ,          |
| Érythrée      | Asmara     | Ambassade      | 2013               | [ 95 ]     |
| Namibie       | Windhoek   | Ambassade      | Inconnue           | [ 96 ]     |
| Zambie        | Lusaka     | Ambassade      | 2016               | ,          |
| Zimbabwe      | Harare     | Ambassade      | 2016               | ,          |

### Amérique
| Pays hôte  | Ville hôte  | Représentation   | Année de fermeture | Références |
| ---------- | ----------- | ---------------- | ------------------ | ---------- |
| Canada     | Vancouver   | Consulat général | Inconnue           | [ 99 ]     |
| États-Unis | Minneapolis | Consulat général | 2014               | [ 100 ]    |
| Guatemala  | Guatemala   | Ambassade        | 2016               | [ 101 ]    |
| Nicaragua  | Managua     | Ambassade        | 2011               | ,          |
| Venezuela  | Caracas     | Ambassade        | 2013               | [ 103 ]    |

### Asie
| Pays hôte   | Ville hôte | Représentation   | Année de fermeture | Références |
| ----------- | ---------- | ---------------- | ------------------ | ---------- |
| Afghanistan | Kaboul     | Ambassade        | 2021               | [ 104 ]    |
| Azerbaïdjan | Bakou      | Ambassade        | 2019               | [ 105 ]    |
| Chine       | Hong Kong  | Consulat général | 2003               | [ 106 ]    |
| Kazakhstan  | Astana     | Ambassade        | 2016               | ,          |
| Syrie       | Damas      | Ambassade        | 2012               | [ 107 ]    |

### Europe
| Pays hôte   | Ville hôte | Représentation   | Année de fermeture | Références |
| ----------- | ---------- | ---------------- | ------------------ | ---------- |
| Allemagne   | Hambourg   | Consulat général | 2012               | [ 108 ]    |
| Bulgarie    | Sofia      | Ambassade        | 2016               | ,          |
| Espagne     | Alicante   | Consulat général | 2012               | [ 108 ]    |
| Macédoine   | Skopje     | Ambassade        | 2012               | ,          |
| Royaume-Uni | Édimbourg  | Consulat général | 2008               | [ 109 ]    |
| Slovénie    | Ljubljana  | Ambassade        | 2011               | [ 93 ]     |